# Stephen Lee
Stephen Lee (Trowbridge, Wiltshire, 12 de octubre de 1974) es un jugador profesional de snooker inglés, ganador de cinco títulos de ranking entre 1998 y 2012: el Abierto Mundial dos veces, y el Players Championship, el Abierto de Gales y el Abierto de Escocia en una ocasión.
En la final del Abierto de Gales se enfrentó a Shaun Murphy venciendo por 9-4, en la final del Abierto de Escocia ganó a David Gray por 9-2.

### Vida personal
Lee se casó con su pareja de muchos años, Laura, en 2005. Tiene cuatro hijos, incluidos gemelos. Su hijo Alfie Lee se ha convertido en un destacado jugador de billar aficionado. Cuando jugaba en la gira profesional, se destacó por su peso inusualmente alto.
En septiembre de 2015, Lee apareció en la serie documental Inside Out West de la BBC, reveló que había establecido la Academia de Billar Stephen Lee, un club de entrenamiento de billar para niños y jóvenes, en la ciudad china de Shenzhen.